# Principio di bivalenza
In logica, il principio di bivalenza afferma che per ogni proposizione P, o P è vera oppure P è falsa, ossia che il grado di verità di una proposizione ammette valori nell'insieme discreto {VERO,FALSO}.

## Descrizione
Nella logica classica, il principio di bivalenza è equivalente all'affermazione secondo cui non possono esistere proposizioni che non siano né vere né false, in quanto proposizioni di questo genere sono indecidibili. Nella logica intuizionista, talvolta il valore di verità di una proposizione P non può essere determinato (cioè P non può essere né provata né confutata): in tal caso, P semplicemente non possiede alcun valore di verità. Altri tipi di logica, ad esempio la logica polivalente, e in particolare la logica sfumata, possono assegnare a P un valore di verità indeterminato o intermedio.
Tale principio non deve essere confuso con quello del terzo escluso, né col principio di non-contraddizione. Infatti, per ogni proposizione P, in un dato istante e sotto un dato aspetto, le tre leggi possono essere così formulate:
- Principio di bivalenza: P è o vero o falso.
- Principio del terzo escluso: (P o non-P) è vero.
- Principio di non-contraddizione:  not(P e (non-P)) è vero.

### Principio di bivalenza e principio del Terzo escluso
Se si esprimono le leggi di non-contraddizione e del terzo escluso usando il formalismo della logica proposizionale tradizionale:
- Terzo escluso: {\displaystyle (P\vee \neg P)\,},
- Non-contraddizione: {\displaystyle \neg (P\wedge \neg P)\,}.

Di fatto, usando le regole della stessa logica proposizionale, e assumendo valido per ipotesi il principio di bivalenza, nonché il principio di non-contraddizione, si può ricavare il principio del terzo escluso. Infatti, nel contesto della logica bivalente (o booleana), negando due volte il principio di non-contraddizione ed utilizzando la proprietà distributiva, si ottiene il principio del terzo escluso, ciò significando che nel contesto di un ragionamento consistente, logica bivalente e principio del terzo escluso sono perfettamente equivalenti.